# Mañana es too late
«Mañana es too late» es una canción interpretada por el dúo mexicano Jesse & Joy junto al reguetonero colombiano J Balvin, lanzada por la compañía discográfica Warner Music México como el segundo sencillo oficial del quinto disco del dúo Aire (2019)..

## Vídeo musical

### Filmación
El vídeo fue grabado bajo la dirección de Esteban Madrazo y publicado en el canal del dúo en YouTube el mismo día de lanzamiento. Durante el vídeo se muestran al dúo y al reguetonero en varios escenarios y coloridos y vestidos en estilo urbano.

## Lista de canciones

### Descarga digital[6]
| Mañana es too late (feat. J Balvin) — Single |                                       |          |  |
| N.º                                          | Título                                | Duración |  |
| 1.                                           | «Mañana es too late (feat. J Balvin)» | 3:15     |  |

## Listas musicales
| País           | Chart          | Lista                    | Mejor posición |
| 2019           | 2019           | 2019                     | 2019           |
| -------------- | -------------- | ------------------------ | -------------- |
| Argentina      | Billboard      | Argentina Hot 100        | 92             |
| Estados Unidos | Billboard      | Hot Latin Songs          | 44             |
| Estados Unidos | Billboard      | Latin Airplay            | 30             |
| Estados Unidos | Billboard      | Latin Digital Song Sales | 7              |
| Estados Unidos | Billboard      | Latin Pop Airplay        | 16             |
| Estados Unidos | Billboard      | Latin Rhythm Airplay     | 15             |
| México         | Billboard      | Mexico Airplay           | 1              |
| México         | Billboard      | Mexico Espanol Airplay   | 1              |
| México         | Monitor Latino | Top 100                  | 9              |

## Historial de lanzamiento
| Región | Fecha               | Formato                     | Discográfica              | Ref.  |
| ------ | ------------------- | --------------------------- | ------------------------- | ----- |
| México | 12 de abril de 2019 | Descarga digital, Streaming | Warner Music S.A. de C.V. | [ 6 ] |